# Saint-Just-et-le-Bézu
Saint-Just-et-le-Bézu är en kommun i departementet Aude i regionen Occitanien  i södra Frankrike. Kommunen ligger  i kantonen Quillan som ligger i arrondissementet Limoux. År 2022 hade Saint-Just-et-le-Bézu 50 invånare.

## Befolkningsutveckling
Antalet invånare i kommunen Saint-Just-et-le-Bézu
Referens: INSEE